# Mordellistena dolini
Mordellistena dolini is een keversoort uit de familie spartelkevers (Mordellidae). De wetenschappelijke naam van de soort is voor het eerst geldig gepubliceerd in 2005 door Odnosum.